# Aleksandra Tarasowa
Aleksandra Pawłowna Tarasowa, po mężu Sztan’ko (ros. Александра Павловна Тарасова-Штанько; ur. 21 lutego 1991 w Samarze) – rosyjska koszykarka, występująca na pozycji środkowej, reprezentantka kraju, od 2022 zawodniczka Dinama Kursk.

## Osiągnięcia
Stan na 21 maja 2024, na podstawie, o ile nie zaznaczono inaczej.

### Drużynowe
- Wicemistrzyni: 
  - Eurocup (2010)
  - Rosji (2014, 2023)
- Brązowa medalistka mistrzostw Rosji (2010–2013, 2021, 2022, 2024)
- Finalistka:
  - Pucharu Rosji (2011, 2012, 2014, 2024)
  - Superpucharu Rosji (2022, 2023)
- Uczestnik rozgrywek:
  - Euroligi (2012–2014, 2021/2022)
  - Eurocup (2009/2010, 2014–2017, 2019–2021)

### Reprezentacja
Seniorska
- Uczestniczka:
  - mistrzostw Europy (2021 – 6. miejsce)[4]
  - kwalifikacji do:
    - mistrzostw świata (2022)
    - Eurobasketu (2023)

Młodzieżowe
- Mistrzyni Europy U–20 (2010)[5]
- Wicemistrzyni Europy:
  - U–18 (2008)[6]
  - U–20 (2011)[7]
- Uczestniczka mistrzostw:
  - świata U–19 (2009 – 6. miejsce)[8]
  - Europy U–16 (2007 – 6. miejsce)[9]